# Europatanker
Die Europatanker, auch Europa-Tanker, waren eine Baureihe von sechs baugleichen ULCC-Tankern. Die Schiffe wurden in den Jahren 1974 bis 1976 bei der Bremer Werft AG Weser gebaut.

## Geschichte

### Bau und Einsatz
Die Sperrung des Suezkanals zwang die Schifffahrt in den Jahren von 1967 bis 1975, auf den Routen vom Persischen Golf nach Europa oder den Vereinigten Staaten einen Umweg um das Kap der Guten Hoffnung in Südafrika zu fahren. Das führte zu einer Flut von Tankerbauaufträgen und zu einem beispiellosen Größenwachstum im Tankerbau. Nachdem die Bremer AG „Weser“ zuvor schon 250.000-Tonnen-Tanker gebaut hatte, entstanden mit den sechs je 393.000 Tonnen tragenden Europatankern die größten jemals bei der AG „Weser“ gebauten Einheiten. Gleichzeitig konnten die jeweils 175 bis 190 Millionen D-Mark teuren Schiffe mit weiteren Superlativen aufwarten, das Typschiff der Serie, die Ioannis Colocotronis war das größte bis dahin in Europa gebaute und das weltweit größte am Stück auf einer Helling gebaute und per Stapellauf zu Wasser gelassene Schiff. Der Tanker Bonn der Bremer Reederei Kosmos Bulkschiffahrt (einem Tochterunternehmen der Hapag-Lloyd) war für die kurze Zeit nach seiner Indienststellung am 27. September 1976 bis zur Indienststellung der nochmals größeren Esso Deutschland am 6. Oktober 1976 das größte Schiff unter deutscher Flagge.
Minos Colocotronis geriet während der Bauphase der beiden von ihm in Auftrag gegebenen Europatankern in finanzielle Schwierigkeiten. Zwar nahm er beide Großtanker noch ab, stornierte aber im Gegenzug zwei 40.000-Tonnen-Schiffe, die er zusammen mit den beiden ULCC's bei der AG „Weser“ geordert hatte. Anfang 1976 stand er aufgrund der seinerzeit unrentablen Großtanker trotzdem vor dem Bankrott, woraufhin die beiden erstgebauten Europatanker zusammen mit zwei älteren bei Hitachi gebauten 150.000-Tonnen-Tankern von Hapag-Lloyd übernommen wurden. Die Europatanker benannte man in Berlin und Bremen (die kleineren Einheiten in Bern und Bilbao) um und ließ alle vier von der Kosmos Bulkschiffahrt bereedern. 1984 stieß Hapag-Lloyd die Bonn für lediglich 15 Millionen D-Mark wieder ab, die beiden ehemaligen Colocotronis-Tanker Berlin und Bremen folgten nach Ablauf der Zehnjahresfrist, in der sie im Pool beschäftigt wurden.
Gleich zwei Einheiten fielen Mitte der 1980er Jahre Raketenangriffen im Ersten Golfkrieg zum Opfer. Die zuletzt gebaute Wahran wurde nur rund acht Jahre alt, bis sie zum Abbruch verkauft wurde. Am längsten, nämlich bis zum Jahr 2000, blieb dagegen das erste als Ioannis Colocotronis gebaute und zuletzt als Jahre Venture betriebene Schiff in Fahrt.

### Stornierte Einheiten
Ursprünglich gab es noch drei weitere Bauaufträge, die aufgrund der Ölkrise von 1973 aber storniert wurden. Als Ausgleich für die von Hapag-Lloyd 1975 stornierte Baunummer 1395, die 1973 zusammen mit der Bonn in Auftrag gegeben worden war, erhielt die AG „Weser“ die Order zum Bau von sechs Frachtern des Typs Seebeck 36L. Auch der griechische Reeder Stavros Niarchos hatte ursprünglich zwei Europatanker geordert. Nach der World Giant, deren Abnahme bei Fertigstellung verweigert wurde, hätte 1977 noch ein weiteres Schiff des Typs mit der Baunummer 1396 an Niarchos abgeliefert werden sollen. Die Arab Maritime Petroleum Transport Company aus Kuwait hätte mit der 1974 bestellten Baunummer 1398 im Jahr 1977 ebenfalls noch einen dritten Europatanker erhalten sollen, stornierte diesen aber 1976.

### Technik
Die Schiffe sind als reine Rohöltanker in Einhüllenbauweise ausgelegt. Das Deckshaus war weit achtern über dem Maschinenraum angeordnet. Das Layout der Schiffe wurde für den Einsatz in den europäischen Zielhäfen breiter, als bei vergleichbaren Tankschiffen und dafür mit etwas geringerem Tiefgang entwickelt. Die Schiffe wurden in der Hauptsache im Rohöltransport vom Persischen Golf nach Europa eingesetzt – später kamen auch andere Fahrtgebiete und Nutzungen, zum Beispiel als FPSO hinzu. Die Schiffe besaßen 10 Mitteltanks, 14 Seitentanks und 2 Tieftanks für die Ladung sowie zwei Seitentanks für Ballastwasser. Die Tragfähigkeit betrug etwa 393.000 Tonnen, das Ladetankvolumen rund 475.000 Kubikmeter. Für den Ladungsumschlag standen vier Worthington-Hauptladeölpumen von jeweils 5000 Kubikmetern Förderkapazität in der Stunde und eine Restepumpe zur Verfügung. Die Ausrüstung umfasste eine Inertgasanlage und ein Feuerlöschsystem. Das Manifold mit zwei Ladebäumen à 2 Tonnen, zwei Ladebäumen à 20 Tonnen und zwei Kränen à 5 Tonnen war etwas achterlicher als mittschiffs platziert.
Der Antrieb der Schiffe bestand aus einer Dampfturbine  mit einer Leistung von 45.000 PS, die ihre Kraft über ein Untersetzungsgetriebe auf den einzelnen Festpropeller abgab und eine Geschwindigkeit von etwa 16 Knoten ermöglichte. Die Mehrzahl der Schiffe erhielt Turbinen von General Electric-AG „Weser“, die World Giant erhielt abweichend davon eine UL-450-Turbine des Herstellers Kawasaki. Weiterhin standen ein, teilweise auch zwei Turbogeneratoren sowie ein Hilfsdiesel zur Verfügung.

## Die Schiffe
| Ioannis Colocotronis   | 1390 | 7360863 | 10. November 1974 | 31. Januar 1975    | Viavela Armadora S.A., Panama                        | 1976 Berlin, 1986 Sapphire, 1995 Serenity, 1996 Jahre Venture, ab 27. Juli 2000 in Chittagong verschrottet |
| Vassiliki Colocotronis | 1391 | 7360875 | 8. März 1975      | 11. Juli 1975      | Pansegura Armadora S.A., Panama                      | 1976 Bremen, 1983 Klelia, 1986 White Rose, 1992 zum FPSO umgebaut, ab 27. Oktober 1996 bei K.Azmeer Steel in Chittagong verschrottet |
| World Giant            | 1392 | 7360887 | 8. August 1975    | 1976               | Chesham Shipping Company, Monrovia (Niarchos Gruppe) | Vom Auftraggeber nicht abgenommen und 1976 von der Werft als Brazilian Hope verkauft, 1986 Damavand, ab 11. November 1994 in Alang verschrottet |
| Shat-Alarab            | 1393 | 7360899 | 15. Dezember 1975 | 1976               | Arab Maritime Petroleum Transport Company, Kuwait    | 1984 Minotaur, am 3. Dezember 1984 auf einer Ballastreise von Fujairah Kharg, etwa 40 Seemeilen vor Kharg auf der Position 28,35°N; 050,17°E von einer irakischen Exocet-Rakete getroffen, wobei drei Besatzungsmitglieder starben. Schiff nach Dubai geschleppt und zum konstruktiven Totalschaden erklärt. Am 8. März 1985 im Schlepp zum Abbruch bei First Copper & Iron in Kaohsiung eingetroffen |
| Bonn                   | 1394 | 7361154 | 26. Mai 1976      | 27. September 1976 | Kosmos Bulkschiffahrt, Bremen (Hapag-Lloyd)          | 1984 Boni, 1984 M. Vatan, am 9. Juli 1985 auf der Reise von Kharg nach Sirri auf der Position 27,32°N; 051,20°E von einer irakischen Exocet-Rakete getroffen. Ladung später gelöscht und Schiff zum konstruktiven Totalschaden erklärt. Am 10. Mai 1986 zum Abbruch bei National Ship Demolition in Kaohsiung eingetroffen und dort ab 23. Januar 1987 verschrottet                                   |
| Wahran                 | 1397 | 7412214 | 4. Dezember 1976  | Februar 1977       | Arab Maritime Petroleum Transport Company, Kuwait    | ab 31. Juli 1985 in Kaohsiung verschrottet |